# Sven Ulric Palme

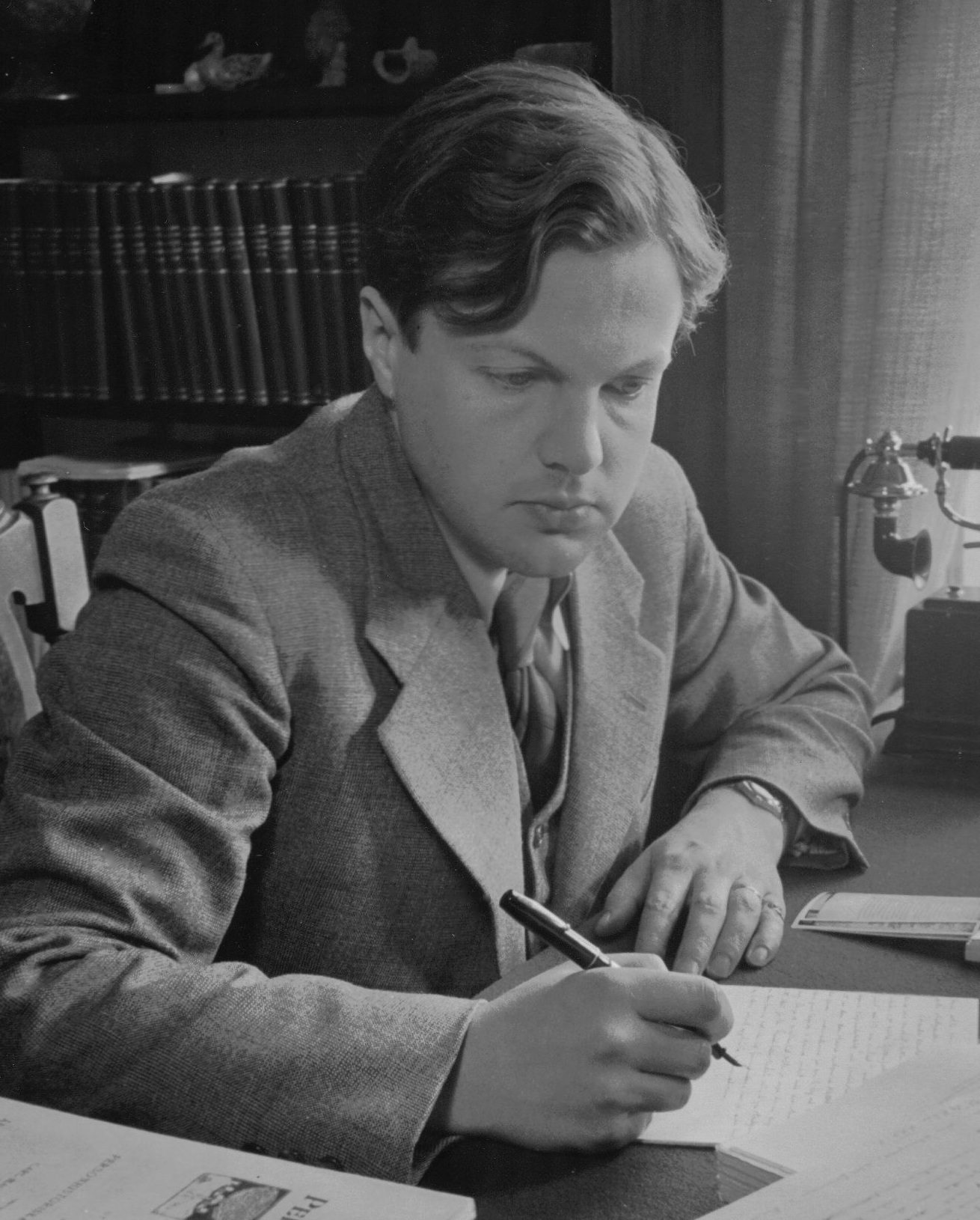
Sven Ulric Palme ca. 1945

Sven Ulric Adalverd Palme (* 25. Mai 1912 in Stockholm; † 14. Mai 1977 in Uppsala) war ein schwedischer Historiker und von 1963 bis 1977 Professor für Geschichte an der Universität Stockholm.
Palme kam aus der bedeutenden schwedischen Familie Palme, war Sohn des Historikers Olof Palme (1884–1918) und Cousin des Ministerpräsidenten Olof Palme (1927–1986).
Er gehörte zu den bekanntesten Historikern Schwedens und beschäftigte sich besonders mit der frühen Neuzeit.

## Schriften (Auswahl)
- Kärleken och hatet - Politiska anteckningar (1935)
- Sverige och Danmark 1596-1611 (Dissertation) (1942)
- Valdemarståget (1946)
- Stånd och klasser i forna dagars Sverige (1947)
- Riksföreståndarvalet 1512 (1949)
- Sten Sture den äldre (1950)
- I den historiska trapetsen (1952)
- Söderköpings riksdag 1595 (1952)
- Vår tids hjältar (1953)
- Historien och nuet (1954)
- Den gamla goda tiden (1956)
- Kunskap om samhället (1958)
- Vrakplundrare (1958)
- Historia genom kameraögat 1-2 (1958–1959) (zusammen mit Åke Meyerson)
  - deutsche Übersetzung von Adèle und Max Wildi: Als die neue Zeit anbrach. Geschichtliche Dokumente aus der Frühzeit der Photographie. Atlantis, Zürich (1959)
- Kungligt och kvinnligt (1958)
- Kristendomens genombrott i Sverige (1959)
- Karl Staaff och storstrejken 1909 (1959)
- Skottet på operamaskeraden (1962)
- Hundra år under kommunalförfattningarna (Hrsg.) (1962)
- Vår längsta statsminister - En bok om Tage Erlander (1963)
- På Karl Staaffs tid (1964)
- Stockholms krigshistoria (1964)
- Skottet i Sarajevo (1964)
- Mannen med järnmasken (1965)
- Målaren och hans modell samt andra kapitel ur sedehistorien (1966)
- Hur Frankrike blev Frankrike (1967)
- Skottet mot Lincoln (1968)
- Mordet på Caesar (1968)